# フアン・デ・ヨング
フアン・デ・ヨング（Juan de Jongh、1988年4月15日 - ）は、ユナイテッド・ラグビー・チャンピオンシップ、ストーマーズに所属するラグビー選手。

## プロフィール
- 南アフリカ・パール出身。
- ポジションはセンター(CTB)。
- 身長 176cm、体重 87kg
- 南アフリカ代表キャップは19（2020年8月現在）でラグビーワールドカップ2011の南アフリカ代表に選ばれた[1]。
- リオ五輪の7人制南アフリカ代表に選ばれ[2]銅メダル獲得。
- バーバリアンズに選ばれたことがある[3]。

## 略歴
ウェスタン・プロヴィンス、ストーマーズを経て、2017年、ワスプスに加入。
2021年、ストーマーズに復帰。